# Li Cong
Li Cong (chinois simplifié : 李聪, né en octobre 1989) est un pilote de chasse et un astronaute chinois du Corps des astronautes de l'Armée populaire de libération,.

## Biographie
Li Cong est né dans un village rural du district minier de Fengfeng à Handan, dans la province du Hebei en octobre 1989. Sa famille a déménagé dans la zone minière quand il avait 5 ans,,.
Il a postulé pour l'admission à l'Université de l'aviation de l'Armée populaire de libération (en) alors qu'il était en troisième année de lycée et y a obtenu son diplôme,,,. Il a été enrôlé dans l'Armée populaire de libération en septembre 2009,,,.
Li a servi comme lieutenant-colonel d'une brigade volante de la Brigade d'aviation de l'Armée de l'Air et était pilote de deuxième classe dans la Force aérienne chinoise,,,. Il a participé à la sélection des astronautes en mai 2018 et a été sélectionné comme astronaute de quatrième classe dans le Corps des astronautes de l'Armée populaire de libération en septembre 2020 (Groupe 3),.
En 2024, il est sélectionné comme membre d'équipage de Shenzhou 18,,,.